# Tijd om te gaan leven
Tijd om te gaan leven is het achttiende studioalbum van Stef Bos uit 2020. 

## Nummers
| Nr. | Titel                                      | Schrijver(s)                                                                    | Duur |
| --- | ------------------------------------------ | ------------------------------------------------------------------------------- | ---- |
| 1.  | Voor de tijd                               | Stef Bos, Steven Cornillie                                                      | 1:20 |
| 2.  | Ruimte                                     | Stef Bos                                                                        | 3:10 |
| 3.  | Ons hoofd is een huis (Duet met Diggy Dex) | Stef Bos, Diggy Dex                                                             | 2:46 |
| 4.  | De klim                                    | Stef Bos                                                                        | 4:09 |
| 5.  | Nergens geweest                            | Stef Bos, René van Mierlo, Steven Cornillie                                     | 3:26 |
| 6.  | Haal mij uit mijn hoofd                    | Stef Bos                                                                        | 4:44 |
| 7.  | Mooier met de tijd                         | Stef Bos                                                                        | 3:30 |
| 8.  | Lorelei                                    | Stef Bos                                                                        | 3:30 |
| 9.  | Alles wat onhaalbaar lijkt                 | Stef Bos, Steven Cornillie, Martin de Wagter, René van Mierlo, Lené te Voortwis | 4:15 |
| 10. | In de tijd                                 | Steven Cornillie                                                                | 2:32 |
| 11. | Tijd om te gaan leven                      | Stef Bos, Steven Cornillie, Martin de Wagter, René van Mierlo, Lené te Voortwis | 5:00 |
| 12. | Voorbij de tijd                            | Steven Cornillie                                                                | 1:25 |